# Charlotte Augusta van Wales

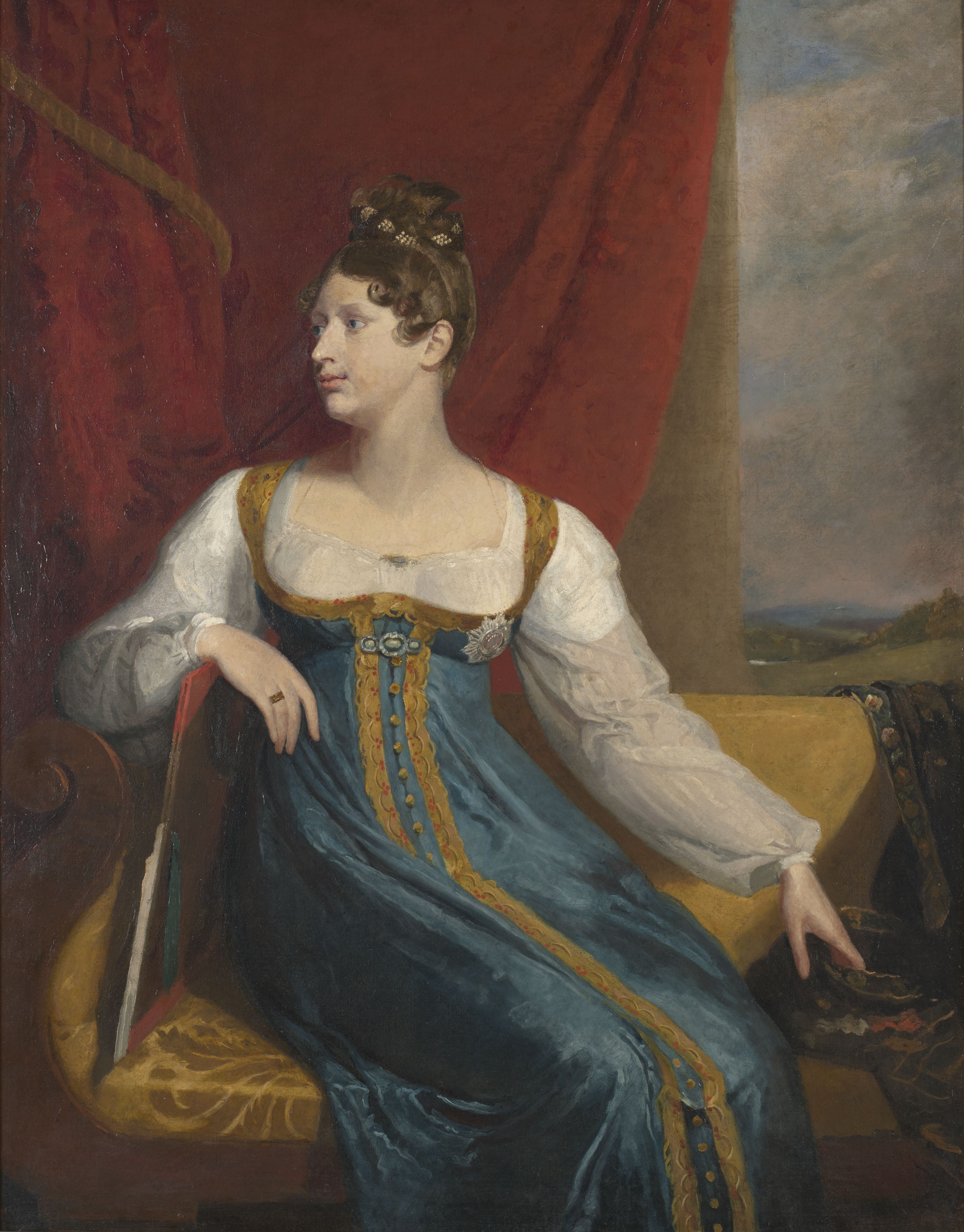
Charlotte Augusta van Wales

Wapenschild van de prinses.

Charlotte Augusta, prinses van Wales (Carlton House, Londen, 7 januari 1796 – Claremont House (Esher, Surrey), 6 november 1817) was een Britse kroonprinses. 
Zij was het enige kind van de prins van Wales, de latere koning George IV en diens vrouw Caroline van Brunswijk. Haar ouders hadden een bijzonder slecht huwelijk en leefden na de geboorte van hun dochter feitelijk gescheiden. Charlotte zag haar moeder nauwelijks. Als enig kind van de Britse troonopvolger leek zij aangewezen om haar vader als monarch op te volgen. 
In 1814 was zij enkele maanden verloofd met de Nederlandse prins Willem (de latere koning Willem II), maar zij verbrak de verloving. Op 2 mei 1816 trouwde ze met Leopold van Saksen-Coburg, de latere koning der Belgen. Leopold was hierbij aangemoedigd door de zwager van zijn zuster en beschermheer, de Russische tsaar Alexander I, die een Brits-Nederlandse dynastieke unie wilde beletten. Prinses Charlotte Augusta had muzikaal talent en componeerde vier marsen voor de muziekkapel van het 49th Princess Charlotte of Wales's Hertfordshire Regiment, dat gestationeerd was in Weymouth, alsook een "slow march" als eerbetoon aan de 1e Hertog van Wellington Arthur Wellesley.

## Overlijden
Tijdgenoten meldden dat Leopold en Charlotte een gelukkig echtpaar vormden. Op 5 november 1817 beviel ze, na een bevalling die vijftig uur had geduurd, van een doodgeboren zoon. Een dag daarna overleed ze zelf aan de gevolgen. De verloskundige pleegde later bij het kraambed van een andere vrouw zelfmoord. Charlottes dood leidde tot grote onzekerheid over de Britse erfopvolging. Overhaaste huwelijken van haar ongetrouwde ooms waren het gevolg. Prins Leopold bleef achter als weduwnaar en verhuisde naar Claremont House.
Prinses Charlotte werd na haar overlijden bijgezet in de koninklijke crypte van Windsor. Haar praalgraf in marmer is versierd met een beeltenis van steenhouwer Matthew Wyatt.

## Voorouders
| Kwartierstaat van koning George IV van het Verenigd Koninkrijk | Kwartierstaat van koning George IV van het Verenigd Koninkrijk                                                                 | Kwartierstaat van koning George IV van het Verenigd Koninkrijk                                                                 | Kwartierstaat van koning George IV van het Verenigd Koninkrijk                                                                | Kwartierstaat van koning George IV van het Verenigd Koninkrijk                                                                | Kwartierstaat van koning George IV van het Verenigd Koninkrijk                                                  | Kwartierstaat van koning George IV van het Verenigd Koninkrijk                                                  | Kwartierstaat van koning George IV van het Verenigd Koninkrijk                                                           | Kwartierstaat van koning George IV van het Verenigd Koninkrijk                                                           |
| -------------------------------------------------------------- | --- | --- | --- | --- | --- | --- | --- | --- |
| Overgrootouders                                                | Prins Frederik van Groot-Brittannië, prins van Wales (1707-1751) ∞ 1736 Prinses Augusta van Saksen-Gotha-Altenburg (1719-1772) | Prins Frederik van Groot-Brittannië, prins van Wales (1707-1751) ∞ 1736 Prinses Augusta van Saksen-Gotha-Altenburg (1719-1772) | Prins Karel van Mecklenburg-Strelitz (1708-1752) ∞ 1735 Prinses Elisabeth Albertine van Saksen-Hildburghausen (1713-1761)     | Prins Karel van Mecklenburg-Strelitz (1708-1752) ∞ 1735 Prinses Elisabeth Albertine van Saksen-Hildburghausen (1713-1761)     | Karel I van Brunswijk-Wolfenbüttel (1713-1780) ∞ Philippina Charlotte van Pruisen (1716-1801)                   | Karel I van Brunswijk-Wolfenbüttel (1713-1780) ∞ Philippina Charlotte van Pruisen (1716-1801)                   | Frederik van Groot-Brittannië, prins van Wales (1707-1751) ∞ 1736 Prinses Augusta van Saksen-Gotha-Altenburg (1719-1772) | Frederik van Groot-Brittannië, prins van Wales (1707-1751) ∞ 1736 Prinses Augusta van Saksen-Gotha-Altenburg (1719-1772) |
| Grootouders                                                    | Koning George III van het Verenigd Koninkrijk (1738-1820) ∞ 1761 Prinses Sofia Charlotte van Mecklenburg-Strelitz (1744-1818)  | Koning George III van het Verenigd Koninkrijk (1738-1820) ∞ 1761 Prinses Sofia Charlotte van Mecklenburg-Strelitz (1744-1818)  | Koning George III van het Verenigd Koninkrijk (1738-1820) ∞ 1761 Prinses Sofia Charlotte van Mecklenburg-Strelitz (1744-1818) | Koning George III van het Verenigd Koninkrijk (1738-1820) ∞ 1761 Prinses Sofia Charlotte van Mecklenburg-Strelitz (1744-1818) | Karel Willem Ferdinand van Brunswijk-Wolfenbüttel (1735-1806) ∞ 1764 Augusta Frederika van Hannover (1737-1813) | Karel Willem Ferdinand van Brunswijk-Wolfenbüttel (1735-1806) ∞ 1764 Augusta Frederika van Hannover (1737-1813) | Karel Willem Ferdinand van Brunswijk-Wolfenbüttel (1735-1806) ∞ 1764 Augusta Frederika van Hannover (1737-1813)          | Karel Willem Ferdinand van Brunswijk-Wolfenbüttel (1735-1806) ∞ 1764 Augusta Frederika van Hannover (1737-1813)          |
| Ouders                                                         | Koning George IV van het Verenigd Koninkrijk (1762-1830) ∞ 1795 Prinses Caroline van Brunswijk (1768-1821)                     | Koning George IV van het Verenigd Koninkrijk (1762-1830) ∞ 1795 Prinses Caroline van Brunswijk (1768-1821)                     | Koning George IV van het Verenigd Koninkrijk (1762-1830) ∞ 1795 Prinses Caroline van Brunswijk (1768-1821)                    | Koning George IV van het Verenigd Koninkrijk (1762-1830) ∞ 1795 Prinses Caroline van Brunswijk (1768-1821)                    | Koning George IV van het Verenigd Koninkrijk (1762-1830) ∞ 1795 Prinses Caroline van Brunswijk (1768-1821)      | Koning George IV van het Verenigd Koninkrijk (1762-1830) ∞ 1795 Prinses Caroline van Brunswijk (1768-1821)      | Koning George IV van het Verenigd Koninkrijk (1762-1830) ∞ 1795 Prinses Caroline van Brunswijk (1768-1821)               | Koning George IV van het Verenigd Koninkrijk (1762-1830) ∞ 1795 Prinses Caroline van Brunswijk (1768-1821)               |
| Charlotte Augusta van Wales (1796-1817)                        | | | | | | | | |